# Пливање на Летњим олимпијским играма 2024 — 1.500 м слободно за жене
Трке на 1.500 метара слободним стилом за жене на Летњим олимпијским играма 2024. одржале су се 30. јула (квалификације) и 31. јула (финале) на базену Дефанс арене у Паризу. Био је то тек други пут откако је ова дисциплина била део званичног олимпијског програма од њеног званичног дебија на ЛОИ 2020. у Токију.
За трке у овој дисциплини било је пријављено свега 17 такмичарки из 12 земаља.
Титулу олимпијске победнице освојила са успехом је одбранила Американка Кејти Ледеки, која је у финалној трци успела да обори властити олимпијски рекорд у овој дисциплини. Сребро је освојила Анастасија Кирпичњикова из Француске, док је бронзана била Изабел Гозе из Немачке.

## Освајачи медаља
|                    | Резултат |                               | Резултат |                   | Резултат |
|                    |          |                               |          |                   |          |
| Кејти Ледеки (USA) | 15:30.02 | Анастасија Кирпичњикова (FRA) | 15:40.35 | Изабел Гозе (GER) | 15:41.16 |

## Званични рекорди
Пре почетка такмичења, званични рекорди у овој дисциплини су били следећи:
|                      | Име                | Резултат | Место               | Датум         |
| -------------------- | ------------------ | -------- | ------------------- | ------------- |
| Светски рекорд СР    | Кејти Ледеки (САД) | 15:20.48 | Индијанаполис (САД) | 15. мај 2018. |
| Олимпијски рекорд ОР | Кејти Ледеки (САД) | 15:35.35 | Токио (Јапан)       | 26. јул 2021. |

Током трајања такмичења постављени су следећи рекорди:
| Датум   | Трка   | Пливач       | Националност              | Резултат | Рекорд |
| ------- | ------ | ------------ | ------------------------- | -------- | ------ |
| 31. јул | финале | Кејти Ледеки | Сједињене Америчке Државе | 15:30.02 | ОР     |

## Квалификационе норме
Квалификациона норма за учешће у овој дисциплини износила је 16:09.09 и све такмичарке које су испливали трку у том времену на неком од званичних такмичења у периоду између 1. марта 2023. и 23. јуна 2024, стекле су право да учествују на Ирама у Паризу. У случају да довољан број пливача нема испливану квалификациону норму, следећи параметар је било селекционо време од 16:13.94. Свака од земаља је имала право да учествује са по максимално два такмичара по дисциплини, под условом да оба такмичара имају испливану квалификациону норму. Одређен број учесничких квота је попуњен на основу специјалних позивница земљама које немају квалификованих спортиста у пливању.

## Резултати квалификација
Квалификационе трке у дисциплини 1500 метара слободно за жене су пливане 30. јула у јутарњем делу програма, са почетком од 11.51 часова по локалном времену (UTC+2). У квалификацијама је учествовало 17 пливачица из 12 земаља, пливало се у 3 квалификационе групе, а директан пласман у финале остварило је 8 пливачица са најбољим резултатима.
| Пласман | Трка | Стаза | Пливачица               | НОК                       | Резултат | Нап. |
| ------- | ---- | ----- | ----------------------- | ------------------------- | -------- | ---- |
| 1.      | 3    | 4     | Кејти Ледеки            | Сједињене Америчке Државе | 15:47.43 | КВ   |
| 2.      | 2    | 4     | Симона Квадарела        | Италија                   | 15:51.19 | КВ   |
| 3.      | 2    | 5     | Анастасија Кирпичњикова | Француска                 | 15:52.46 | Q    |
| 4.      | 2    | 3     | Изабел Гозе             | Немачка                   | 15:53.27 | КВ   |
| 5.      | 2    | 6     | Моеша Џонсон            | Аустралија                | 16:04.02 | КВ   |
| 6.      | 3    | 5     | Ли Бингђе               | Кина                      | 16:05.26 | КВ   |
| 7.      | 3    | 2     | Беатриз Дизоти          | Бразил                    | 16:05.40 | КВ   |
| 8.      | 3    | 1     | Леони Мертенс           | Немачка                   | 16:08.69 | КВ   |
| 9.      | 1    | 5     | Ган Чинг Хви            | Сингапур                  | 16:10.13 | НР   |
| 10.     | 3    | 6     | Кејти Грајмс            | Сједињене Америчке Државе | 16:12.11 |      |
| 11.     | 2    | 1     | Ђиневра Тадеучи         | Италија                   | 16:12.45 |      |
| 12.     | 2    | 7     | Ив Томас                | Нови Зеланд               | 16:13.74 |      |
| 13.     | 2    | 2     | Гао Вејџунг             | Кина                      | 16:27.11 |      |
| 14.     | 1    | 4     | Кристел Кобрих          | Чиле                      | 16:27.18 |      |
| 15.     | 3    | 7     | Вивијен Јакл            | Мађарска                  | 16:31.25 |      |
| 16.     | 1    | 3     | Саша Гат                | Малта                     | 17:00.54 |      |
|         | 3    | 3     | Лани Плаистер           | Аустралија                | НН       |      |

## Резултати финала
Финална трка је пливана 31. јула у вечерњем делу програма, са почетком од 21.13 часова по локалном времену.
| Пласман | Стаза | Пливачива               | НОК                       | Резултат | Нап. |
| ------- | ----- | ----------------------- | ------------------------- | -------- | ---- |
|         | 4     | Кејти Ледеки            | Сједињене Америчке Државе | 15:30.02 | ОР   |
| 2       | 3     | Анастасија Кирпичњикова | Француска                 | 15:40.35 | НР   |
| 3       | 6     | Изабел Гозе             | Немачка                   | 15:41.16 | НР   |
| 4.      | 5     | Симона Квадарела        | Италија                   | 15:44.05 |      |
| 5.      | 7     | Ли Бингђе               | Кина                      | 16:01.03 |      |
| 6.      | 2     | Моеша Џонсон            | Аустралија                | 16:02.70 |      |
| 7.      | 1     | Беатриз Дизоти          | Бразил                    | 16:02.86 |      |
| 8.      | 8     | Леони Мертенс           | Немачка                   | 16:12.57 |      |